# Đunis
Đunis (serbisch-kyrillisch Ђунис) ist ein Dorf in der serbischen Opština Kruševac im Okrug Rasina.
Der Ort hat 812 Einwohner (Zensus 2002). Touristisch interessant sind die in der Nähe gelegenen Klöster Pokrova Presvete Bogorodice und Sv. Romana, die jährlich von etwa 20.000 Touristen besucht werden.

## Geographie
Đunis liegt im Zentrum von Serbien. Es ist etwa 210 km von Belgrad entfernt, 14 km von Krusevac und 8 km von der Autobahn E-75, über die wichtigsten Eisenbahnlinien Belgrad – Nis – Skopje – Thessaloniki, mit eigenen Personen- und Güterbahnhof. Djunis liegt im Südmorava Tal und durch fließt Fluss Ribarska reka.

## Klima
Đunis Klima ist gemäßigt kontinental mit dem Einfluss von Gebirgsklima. Die Sommer sind ganz frisch morgens und abends durch den Wind von Jastrebac. Im Winter viel Schnee aber mit seltenen strengen Frösten.

## Demografie
In Đunis leben 696 Erwachsene. Das Durchschnittsalter ist 47,1 Jahre (44,1 für Männer und 49,9 für Frauen). Das Dorf hat 276 Haushalte, und die durchschnittliche Zahl der Personen pro Haushalt liegt bei 2,94.
Dieses Dorf ist weitgehend von Serben besiedelt (nach der Volkszählung von 2002).

## Geschichte
Đunis hatte eine sehr wechselvolle Geschichte. Obwohl häufig mit seinen vielen Kirchen und Klöster waren das Ziel der türkischen Angriffe selten war ein bisschen an historische Ereignisse verweisen auf die serbisch-türkischen Krieg 1876. Die serbische Armee unter dem Kommando des russischen Generals Michail Tschernaev in Djunis am 17. Oktober erlitt eine verheerende Niederlage, die sonst nie vorher in seiner militärischen Karriere.

## Tourismus
Đunis besuchen jedes Jahr Zehntausende von Touristen. Es gibt aber zu wenige Unterkünfte. Touristische Attraktionen sind die Klöster und eine relativ gut erhaltene Natur.